# Wójtowice (województwo opolskie)
Wójtowice (niem. Voigtsdorf) – wieś w Polsce położona w województwie opolskim, w powiecie brzeskim, w gminie Grodków.
W latach 1975–1998 miejscowość należała administracyjnie do województwa opolskiego.